# オリオン腕

英語版の銀河の図、黄丸が太陽系の位置で茶色がオリオン腕である。なお、右側にある灰色部分は観測不可能範囲を表している。

オリオン腕（オリオンわん）は、銀河系の比較的小規模な渦状腕の1つであり、現時点で太陽系が通過中の渦状腕である。
オリオンの腕（オリオンうで）や、オリオン渦状腕（オリオンかじょうわん）などとも呼ばれる。

## 概要

銀河系の渦状腕の概略

オリオン腕は、いて腕とペルセウス腕の間に位置する比較的小規模な渦状腕であり、銀河系の半周程度の規模である。
直径は約3,500光年(1,100パーセク)、長さは約10,000 光年 (3,100 パーセク) と推定されている。
この腕は主に、地球から見てオリオン座の方向に見えるため、その名がつけられた。
太陽系はオリオン腕の内側の縁付近に存在し、約1.35億年ほどかけて通過し、隣接するペルセウス腕へと移動してゆくと推定されている。

## オリオン腕に位置するメシエ天体

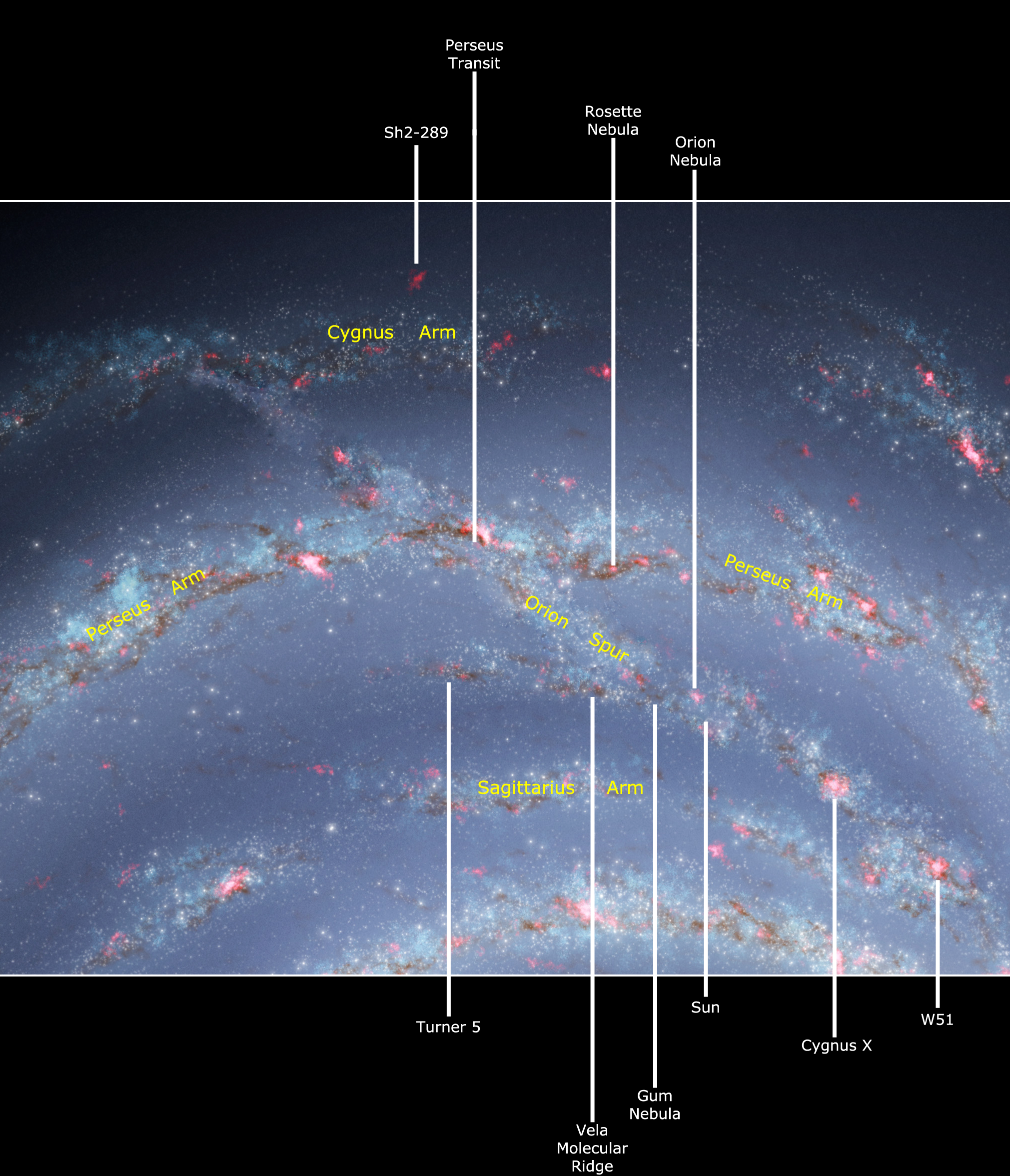
オリオン腕の形状

オリオン腕は地球近傍を構成する渦状腕であるため、明るい天体が比較的多い。
以下に、オリオン腕に位置するメシエ天体を列記する。
- M6 (バタフライ星団) さそり座にある散開星団
- M7 (トレミー（プトレマイオス）星団) さそり座にある散開星団
- M23 いて座にある散開星団
- M25 いて座にある散開星団
- M27 (亜鈴状星雲) こぎつね座にある惑星状星雲
- M29 はくちょう座にある散開星団
- M34 ペルセウス座にある散開星団
- M35 ふたご座にある散開星団
- M39 はくちょう座にある散開星団
- M40 おおぐま座の二重星・ウィンネッケ4
- M41 おおいぬ座にある散開星団
- M42 (オリオン大星雲) オリオン座にある散光星雲
- M43 オリオン座にある散光星雲
- M44 (プレセペ星団) かに座にある散開星団
- M45 (プレアデス星団) おうし座にある散開星団
- M46 とも座にある散開星団
- M47 とも座にある散開星団
- M48 うみへび座にある散開星団
- M50 いっかくじゅう座にある散開星団
- M57 (環状星雲) こと座にある惑星状星雲
- M67 かに座にある散開星団
- M73 みずがめ座にある星群
- M76 (小亜鈴状星雲) ペルセウス座にある惑星状星雲
- M78 オリオン座にある散光星雲（反射星雲）
- M93 とも座にある散開星団
- M97 (ふくろう星雲) おおぐま座にある惑星状星雲